# Attila Haris
Attila Haris (Szolnok, 23 gennaio 1997) è un calciatore ungherese, centrocampista dello Szeged 2011.

## Caratteristiche tecniche
È un mediano.

## Carriera

### Club
Cresciuto nelle giovanili del Ferencváros, ha esordito in prima squadra il 17 settembre 2014 in occasione del match di Magyar labdarúgó-ligakupa vinto 2-0 contro lo Zalaegerszeg.